# The Masquerade Ball
The Masquerade Ball — студийный альбом группы Axel Rudi Pell, вышедший в 2000 году. Второй альбом, записанный в данном составе.

## Список композиций
автор песен Аксель Руди Пэлл (кроме отмеченной)
1. «The Arrival» (Intro)
2. «Earls of Black»
3. «Voodoo Nights»
4. «Night and Rain»
5. «The Masquerade Ball»
6. «Tear Down the Walls»
7. «The Line»
8. «Hot Wheels»
9. «The Temple of the Holy»
10. «July Morning» (Byron / Hensley)

## Участники записи
- Johnny Gioeli — вокал
- Axel Rudi Pell — соло- и ритм-гитара
- Ferdy Doernberg — клавишные
- Volker Krawczak — бас-гитара
- Mike Terrana — ударные